# وادي الفرشة
وادي الفرشة هو أحد أودية شبه الجزيرة العربية، ويقع في منطقة الرياض بالمملكة العربية السعودية. يبلغ طول الوادي 120 كم ومتوسط انحداره 0,7 م / كم. ينبع من منطقة تقابل وادي بيشة مع وادي رنية، ويصب غرب عرق وادي الدواسر. من أهم روافده وادي رنية، ووادي بيشة.